# Emili Garcia
Emili Garcia (Andorra, 11 de gener de 1989) és un futbolista internacional andorrà. Juga en la posició de defensa i actualment juga a la UE Santa Coloma de la Primera Divisió d'Andorra.
Ha estat internacional amb la selecció de futbol d'Andorra en 54 ocasions.
Garcia va debutar com a internacional amb la selecció andorrana el 4 de juny de 2008 en un amistós perdut per 2-1 contra l'Azerbaidjan.